# Monarquías árabes
Monarquías árabes son los países árabes cuya forma de gobierno es la monarquía. Dada la estrecha identificación de la civilización árabe con el islam (aunque haya árabes de otras religiones y musulmanes de otras etnias y culturas), son en mayor o menor grado monarquías islámicas, aunque algunas se definen en la actualidad como monarquías constitucionales; siendo su calificación política muy divergente en distintos análisis (comparándolas con dictaduras, con teocracias, etc.), y siendo característica su proximidad diplomática a Estados Unidos.
La mayor parte de ellas, situadas en la Península arábiga o en torno al Golfo Pérsico, se denominan monarquías del Golfo. La más extensa, poblada y rica es el reino de Arabia Saudí, cuyo rey lleva el título de Guardián de los Santos Lugares.
Fuera de ese marco geográfico, pero árabes cultural y lingüísticamente, están el reino de Jordania y el reino de Marruecos.
Más alejadas, y no pertenecientes al ámbito lingüístico del árabe, están otras monarquías de confesión musulmana a las que no se suele calificar con el término "árabe".